# Drôme Classic 2024
De twaalfde editie van de wielerwedstrijd Drôme Classic werd gehouden op 25 februari 2024. De start en finish vond plaats in Étoile-sur-Rhône. De wedstrijd maakte deel uit van de UCI ProSeries als 1.Pro-wedstrijd. Titelverdediger Anthony Perez werd opgevolgd door Marc Hirschi.

## Uitslag
| Plaats  | Naam               | Ploeg                      | Tijd     |
| ------- | ------------------ | -------------------------- | -------- |
| Winnaar | Marc Hirschi       | UAE Team Emirates          | 4u41'28" |
| 2       | Juan Ayuso         | UAE Team Emirates          | + 5"     |
| 3       | Maxim Van Gils     | Lotto Dstny                | + 8"     |
| 4       | Warren Barguil     | dsm-firmenich PostNL       | + 12"    |
| 5       | Mattias Skjelmose  | Lidl-Trek                  | + 15"    |
| 6       | Bastien Tronchon   | Decathlon AG2R La Mondiale | + 25"    |
| 7       | Paul Lapeira       | Decathlon AG2R La Mondiale | + 1'05"  |
| 8       | Corbin Strong      | Israel-Premier Tech        | + 1'07"  |
| 9       | Benoît Cosnefroy   | Decathlon AG2R La Mondiale | + 1'21"  |
| 10      | Dorian Godon       | Decathlon AG2R La Mondiale | z.t.     |
| 11      | Sandy Dujardin     | TotalEnergies              | z.t.     |
| 12      | Francesco Busatto  | Intermarché-Wanty          | z.t.     |
| 13      | Romain Bardet      | dsm-firmenich PostNL       | + 1'24"  |
| 14      | Lucas Eriksson     | Tudor                      | + 1'25"  |
| 15      | Clément Venturini  | Arkéa-B&B Hotels           | z.t.     |
| 16      | Kévin Geniets      | Groupama-FDJ               | + 1'28"  |
| 17      | Vincenzo Albanese  | Arkéa-B&B Hotels           | z.t.     |
| 18      | Mathieu Burgaudeau | TotalEnergies              | z.t.     |
| 19      | Kevin Vermaerke    | dsm-firmenich PostNL       | z.t.     |
| 20      | Axel Mariault      | Cofidis                    | z.t.     |
|         |                    |                            |          |
| 22      | Bauke Mollema      | Lidl-Trek                  | z.t.     |

2013 · 2014 · 2015 · 2016 · 2017 · 2018 · 2019 · 2020 · 2021 · 2022 · 2023 · 2024 · 2025
Ronde van Valencia ·
Figueira Champions Classic ·
Ronde van Oman ·
Clásica de Almería ·
Ronde van de Algarve ·
Ruta del Sol ·
Ardèche Classic ·
Drôme Classic ·
Kuurne-Brussel-Kuurne ·
Trofeo Laigueglia ·
Nokere Koerse ·
Milaan-Turijn ·
GP Denain ·
Bredene Koksijde Classic ·
Grote Prijs Miguel Indurain ·
Scheldeprijs ·
Brabantse Pijl ·
Ronde van de Alpen ·
Ronde van Turkije ·
Grote Prijs van Plumelec ·
Tro Bro Léon ·
Ronde van Hongarije ·
Vierdaagse van Duinkerke ·
Boucles de la Mayenne ·
Ronde van Noorwegen ·
Circuit Franco-Belge ·
Brussels Cycling Classic ·
Dwars door het Hageland ·
Ronde van België ·
Ronde van Slovenië ·
Ronde van het Qinghaimeer ·
Ronde van Wallonië ·
Arctic Race of Norway ·
Ronde van Burgos ·
Ronde van Denemarken ·
Ronde van Duitsland ·
Maryland Cycling Classic ·
Ronde van Groot-Brittannië ·
Grote Prijs van Fourmies ·
GP Industria & Artigianato-Larciano ·
Coppa Sabatini ·
Grote Prijs van Wallonië ·
Ronde van Luxemburg ·
Super 8 Classic ·
Ronde van Langkawi ·
Ronde van het Münsterland ·
Ronde van Emilia ·
Parijs-Tours ·
Coppa Bernocchi ·
Ronde van de Drie Valleien ·
Ronde van Piemonte ·
Ronde van het Taihu-meer ·
Ronde van Veneto ·
Japan Cup ·
Veneto Classic